# Callochiton bayeri
Callochiton bayeri är en blötdjursart som beskrevs av Samuel Heinrich Schwabe 1998. Callochiton bayeri ingår i släktet Callochiton och familjen Ischnochitonidae. Inga underarter finns listade i Catalogue of Life.